# (4136) Artmane

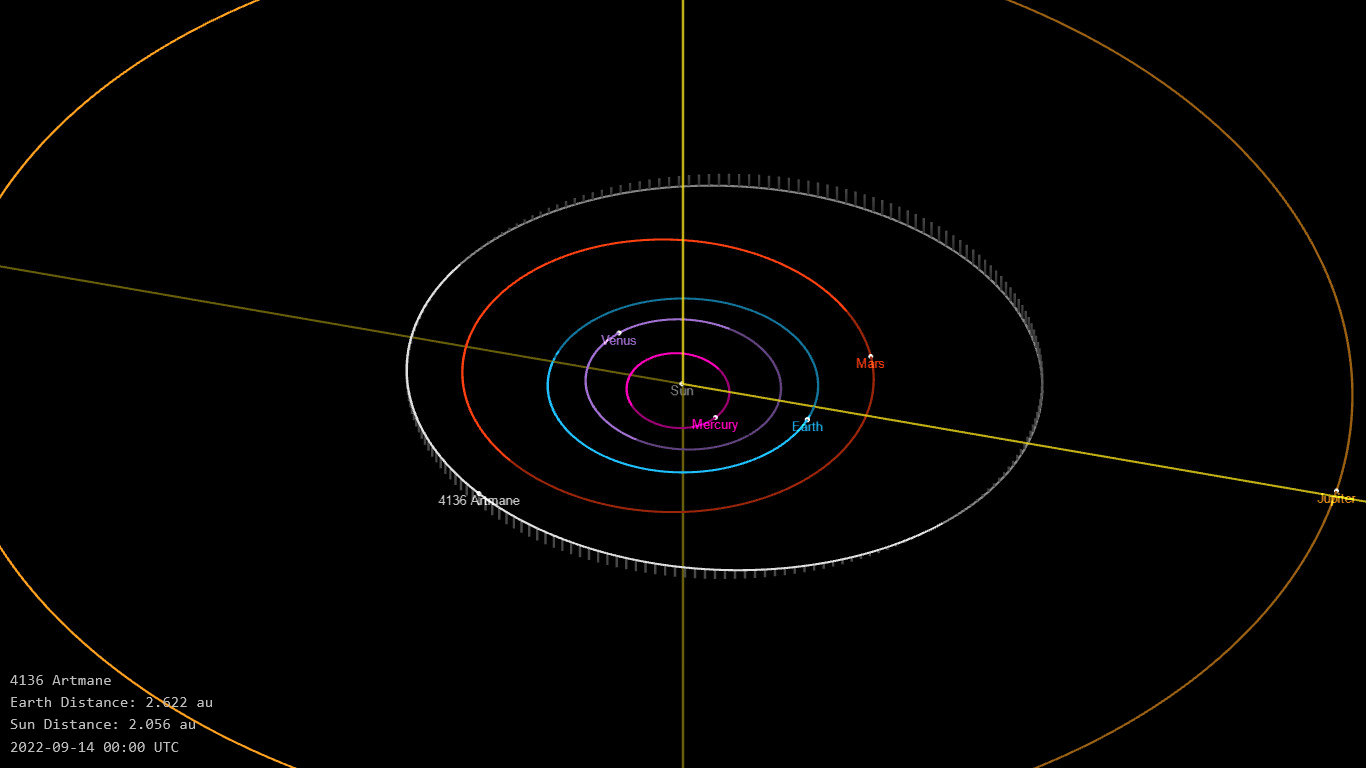

(4136) Artmane est un astéroïde de la ceinture principale. Il est nommé en l'honneur de Vija Artmane - une actrice lettone.

## Description
(4136) Artmane est un astéroïde de la ceinture principale. Il fut découvert le 28 mars 1968 à Naoutchnyï par Tamara Smirnova. Il présente une orbite caractérisée par un demi-grand axe de 2,35 UA, une excentricité de 0,14 et une inclinaison de 3,3° par rapport à l'écliptique.

## Compléments